# Marathon van Seoel 2010
De marathon van Seoel 2010 werd gelopen op zondag 21 maart 2010. Het was de 66e editie van deze marathon.
De Keniaan Sylvester Teimet Kimeli bereikte bij de mannen als eerste de finish in 2:06.49. De Ethiopische Amane Gobena Gemeda won bij de vrouwen in 2:24.13. De eerste man en eerste vrouw en eerste man ontvingen respectievelijk $ 125.000 en $ 57.500 voor hun overwinning.

## Uitslagen

### Mannen
| rang   | naam             | land | tijd    |
| ------ | ---------------- | ---- | ------- |
| Goud   | Sylvester Teimet | KEN  | 2:06.49 |
| Zilver | Gilbert Kirwa    | KEN  | 2:06.59 |
| Brons  | Paul Kirui       | KEN  | 2:07.35 |
| 4      | David Kemboi     | KEN  | 2:09.00 |
| 5      | Yared Asmerom    | ERI  | 2:11.46 |
| 6      | Young-Min Park   | KOR  | 2:12.43 |
| 7      | Min Kim          | KOR  | 2:13.11 |
| 8      | Young-Jin Yu     | KOR  | 2:13.13 |
| 9      | Myung-Seung Lee  | KOR  | 2:13.25 |
| 10     | Jin-Hyeong Jeong | KOR  | 2:15.01 |
| 11     | Seo-Jin Oh       | KOR  | 2:15.56 |
| 12     | Yong Cho         | KOR  | 2:16.25 |
| 13     | Sun-Kwon Jang    | KOR  | 2:16.38 |
| 14     | Dae-Rae You      | KOR  | 2:17.03 |
| 15     | Chang-Yun Han    | KOR  | 2:17.26 |
| 16     | Hyun-Jun Cho     | KOR  | 2:17.42 |
| 17     | Jun-Suk Hwang    | KOR  | 2:17.44 |
| 18     | Dong-Young Eun   | KOR  | 2:17.46 |
| 19     | Byong-Hyun Kim   | KOR  | 2:17.48 |
| 20     | Chang-Il Lee     | KOR  | 2:18.15 |
| 21     | Ji-Hoon Han      | KOR  | 2:18.30 |
| 22     | Jeong-Gi Moon    | KOR  | 2:18.51 |
| 23     | Lim-Kyong Nam    | KOR  | 2:19.04 |
| 24     | Heon-Jae Lee     | KOR  | 2:19.15 |
| 25     | Yeon-Pak Lee     | KOR  | 2:19.31 |

### Vrouwen
| rang   | naam             | land | tijd    |
| ------ | ---------------- | ---- | ------- |
| Goud   | Amane Gobena     | ETH  | 2:24.13 |
| Zilver | Zhou Chunxiu     | CHN  | 2:25.01 |
| Brons  | Caroline Kilel   | KEN  | 2:26.58 |
| 4      | Xue-Qin Wang     | CHN  | 2:28.17 |
| 5      | Sun-Eun Kim      | KOR  | 2:29.27 |
| 6      | Martha Komu      | KEN  | 2:30.36 |
| 7      | Asmae Leghzaoui  | MAR  | 2:31.03 |
| 8      | Helalia Johannes | NAM  | 2:34.34 |
| 9      | Tabitha Tsatsa   | ZIM  | 2:35.02 |
| 10     | Kim Eun-jung     | KOR  | 2:37.12 |
| 11     | Jung-Sook Park   | KOR  | 2:39.39 |
| 12     | Soo-Jin Kim      | KOR  | 2:40.17 |
| 13     | Jung-Mi Song     | KOR  | 2:46.38 |
| 14     | Young-Jin Kim    | KOR  | 2:48.11 |
| 15     | Se-Jung Lee      | KOR  | 2:48.46 |
| 16     | Myong-Nyo Park   | KOR  | 2:49.39 |

1964 ·
1965 ·
1966 ·
1967 ·
1968 ·
1969 ·
1970 ·
1971 ·
1972 ·
1973 ·
1974 ·
1975 ·
1976 ·
1977 ·
1978 ·
1979 ·
1980 ·
1981 ·
1982 ·
1983 ·
1984 ·
1985 ·
1986 ·
1987 ·
1988 ·
1989 ·
1990 ·
1991 ·
1992 ·
1993 ·
1994 ·
1995 ·
1996 ·
1997 ·
1998 ·
1999 ·
2000 ·
2001 ·
2002 ·
2003 ·
2004 ·
2005 ·
2006 ·
2007 ·
2008 ·
2009 ·
2010 ·
2011 · 
2012 · 
2013 · 
2014 · 
2015 · 
2016 ·  
2017